# Benn Jordan
Benn Lee Jordan est un compositeur de musique électronique. Il est connu pour composer seul l'ensemble de son œuvre, étant multi-instrumentiste, jouant à la fois du clavier, de la batterie, de la guitare et divers autres instruments comme la cithare.
Il produit ses albums sous plusieurs pseudonymes tels que Acidwolf, Human Action Network, FlexE, et le plus connu, The Flashbulb.
En 1999, il a fondé le label Alphabasic Records avec Mark Hall. En 2008, il a lui-même téléversé son album Soundtrack to a Vacant Life sur les sites torrent avec un petit texte d'explication.

## Discographie
En tant que "The Flashbulb", sauf indication particulière.

### LPs
- M³ (2000, Metatone)
- These Open Fields (2001, Alphabasic) (re-sorti en 2002 avec une couverture différente et une piste bonus)
- Fly! (2001, Metatone Records)
- Girls.Suck.But.YOU.Don't (2003, Accel Muzhik)
- Resent and the April Sunshine Shed (2003, Alphabasic)
- Programmable Love Songs Vol. 1 (2004, Nophi) (en tant que FlexE)
- Red Extensions of Me (2004, Sublight)
- Kirlian Selections (2005, Sublight)
- Acidwolf Legacy 1995-2005 (2005, Bohnerwachs, Alphabasic) (en tant que Acidwolf)
- Réunion (2005, Sublight)
- Flexing Habitual (2006, Sublight)
- Welcome to Chicago: The Acid Anthology (2007, Alphabasic) (en tant que Human Action Network)
- Soundtrack to a Vacant Life (2008, Alphabasic)
- Pale Blue Dot (2008, Alphabasic)  (en tant que Benn Jordan)
- Arboreal (2010, Alphabasic)
- Love as a Dark Hallway (2011, Alphabasic)
- Opus at the End of Everything (2012, Alphabasic)
- Hardscrabble (2012, Alphabasic)
- Solar One (2014, Alphabasic)
- Nothing is Real (2014, Alphabasic)
- Composition for Piano (2015, Alphabasic)
- Piety of Ashes (2017, Alphabasic)
- Our Simulacra (2020, Alhabasic)
- Kirlian Tapes (2022, Alphabasic)

### EPs/etc.
- 2 Remixes for Bogdan Raczynski (w/Nautilis 2001, Rephlex)
- Drain Mode = ON (2001, Suburban Trash)
- Lawn Funeral EP (2004, Alphabasic)
- Binedump EP (2005, Suburban Trash/Bonnerwachs)
- That Missing Week EP (8 décembre 2007, Alphabasic)
- Louisiana Mourning (1er septembre 2009, Alphabasic)  (en tant que Benn Jordan)
- A Raw Understanding (single) (26 février 2010, Alphabasic)